# UEFA Champions League 2004-2005 (fase a gironi)
Questa voce raccoglie un approfondimento sulle gare della fase a gironi dell'edizione 2005-2006 della UEFA Champions League.

## Formula
Per stabilire la composizione degli otto gruppi, le squadre qualificate sono state suddivise in quattro fasce in base al ranking UEFA 2004.
In fase di sorteggio, ogni gruppo è stato formato da una testa di serie più altre tre squadre ciascuna appartenente a una fascia diversa (non potevano però essere sorteggiate nello stesso gruppo squadre provenienti dalla medesima nazione).

## Squadre
| Legenda                                                                                   |
| ----------------------------------------------------------------------------------------- |
| Primi e secondi classificati (agli ottavi di finale della fase a eliminazione diretta)    |
| Terzi classificati (ai sedicesimi di finale fase a eliminazione diretta della Coppa UEFA) |
| Quarti classificati (eliminati)                                                           |

| Squadre             | Coeff   |
| Urna 1              | Urna 1  |
| ------------------- | ------- |
| Porto               | 99.969  |
| Real Madrid         | 146.350 |
| Valencia            | 139.350 |
| Barcellona          | 134.350 |
| Manchester Utd      | 119.511 |
| Bayern Monaco       | 105.331 |
| Deportivo La Coruña | 104.350 |
| Arsenal             | 103.511 |

| Squadre         | Coeff  |
| Urna 2          | Urna 2 |
| --------------- | ------ |
| Milan           | 99.531 |
| Liverpool       | 90.511 |
| Juventus        | 84,541 |
| Inter           | 82.531 |
| Roma            | 78.531 |
| Olympique Lione | 70.947 |
| Chelsea         | 67.511 |
| Panathīnaïkos   | 65.467 |

| Squadre             | Coeff  |
| Urna 3              | Urna 3 |
| ------------------- | ------ |
| PSV                 | 65.247 |
| Bayer Leverkusen    | 62.331 |
| Celtic              | 60.600 |
| Sparta Praga        | 54.914 |
| Monaco              | 51.947 |
| Anderlecht          | 49.528 |
| Ajax                | 48.247 |
| Paris Saint-Germain | 45.947 |

| Squadre          | Coeff  |
| Urna 4           | Urna 4 |
| ---------------- | ------ |
| Rosenborg        | 42.226 |
| Dinamo Kiev      | 41.300 |
| Olympiacos       | 40.467 |
| Werder Brema     | 37.311 |
| Šachtar          | 17.300 |
| Fenerbahçe       | 16.656 |
| Maccabi Tel Aviv | 14.012 |
| CSKA Mosca       | 8.572  |

## Sorteggio
Per stabilire la composizione degli otto gruppi, le squadre qualificate sono state suddivise in quattro fasce in base al ranking UEFA 2005.
In fase di sorteggio, ogni gruppo è stato formato da una testa di serie più altre tre squadre ciascuna appartenente a una fascia diversa (non potevano però essere sorteggiate nello stesso gruppo squadre provenienti dalla medesima nazione; tale regola, però, non fu applicata nel Gruppo G, in cui Liverpool e Chelsea finirono nello stesso girone, poiché il Liverpool era considerato "apolide", in ragione dello speciale lasciapassare che gli era stato riservato dall'UEFA in qualità di detentore del trofeo).
Il risultato del sorteggio è stato il seguente:
| Gruppo | 1ª fascia           | 2ª fascia       | 3ª fascia           | 4ª fascia        |
| ------ | ------------------- | --------------- | ------------------- | ---------------- |
| A      | Deportivo La Coruña | Liverpool       | Monaco              | Olympiacos       |
| B      | Real Madrid         | Roma            | Bayer Leverkusen    | Dinamo Kiev      |
| C      | Bayern Monaco       | Juventus        | Ajax                | Maccabi Tel Aviv |
| D      | Manchester Utd      | Olympique Lione | Sparta Praga        | Fenerbahçe       |
| E      | Arsenal             | Panathīnaïkos   | PSV                 | Rosenborg        |
| F      | Barcellona          | Milan           | Celtic              | Šachtar          |
| G      | Valencia            | Inter           | Anderlecht          | Werder Brema     |
| H      | Porto               | Chelsea         | Paris Saint-Germain | CSKA Mosca       |

## Gruppo A
| Squadra             | P.ti | G | V | P | S | RF | RS | DR |
| ------------------- | ---- | - | - | - | - | -- | -- | -- |
| Monaco              | 12   | 6 | 4 | 0 | 2 | 10 | 4  | +6 |
| Liverpool           | 10   | 6 | 3 | 1 | 2 | 6  | 3  | +3 |
| Olympiacos          | 10   | 6 | 3 | 1 | 2 | 5  | 5  | 0  |
| Deportivo La Coruña | 2    | 6 | 0 | 2 | 4 | 0  | 9  | -9 |

| Arbitro: | Hauge |

|                     |           |  |
| Cissé 22’ Baroš 84’ | Marcatori |  |

| La Coruña 15 settembre 2004, ore 20:45 CEST 1ª giornata | Deportivo La Coruña | 0 – 0 | Olympiacos | Riazor (10 000 spett.)\| Arbitro: \| De Bleeckere \| |
| Arbitro:                                                | De Bleeckere        |       |            |                                                      |

| Arbitro: | Collina |

|               |           |  |
| Stoltidīs 17’ | Marcatori |  |

| Arbitro: | Farina |

|                       |           |  |
| Kallon 5’ Saviola 10’ | Marcatori |  |

| Arbitro: | Wegereef |

|                          |           |           |
| Saviola 3’ Chevantón 11’ | Marcatori | 60’ Okkas |

| Liverpool 19 ottobre 2004, ore 20:45 CEST 3ª giornata | Liverpool | 0 – 0 referto | Deportivo La Coruña | Anfield (40 236 spett.)\| Arbitro: \| Frisk \| |
| Arbitro:                                              | Frisk     |               |                     |                                                |

| Arbitro: | Merk |

|              |           |  |
| Schürrer 84’ | Marcatori |  |

| Arbitro: | Stark |

|  |           |                          |
|  | Marcatori | 14’ (aut.) Jorge Andrade |

| Arbitro: | Bo Larsen |

|             |           |  |
| Saviola 55’ | Marcatori |  |

| Arbitro: | Hauge |

|              |           |  |
| Đorđević 68’ | Marcatori |  |

| Arbitro: | Mejuto González |

|                                            |           |             |
| Sinama-Pongolle 47’ Mellor 80’ Gerrard 86’ | Marcatori | 27’ Rivaldo |

| Arbitro: | Yuri Baskakov |

|  |           |                                                             |
|  | Marcatori | 21’ Chevantón 35’ Givet 38’ Saviola 54’ Maicon 75’ Adebayor |

## Gruppo B
| Squadra          | P.ti | G | V | P | S | RF | RS | DR  |
| ---------------- | ---- | - | - | - | - | -- | -- | --- |
| Bayer Leverkusen | 11   | 6 | 3 | 2 | 1 | 13 | 7  | +6  |
| Real Madrid      | 11   | 6 | 3 | 2 | 1 | 11 | 8  | +3  |
| Dinamo Kiev      | 10   | 6 | 3 | 1 | 2 | 11 | 8  | +3  |
| Roma             | 1    | 6 | 0 | 1 | 5 | 4  | 16 | -12 |

| Arbitro: | Poll |

|                                       |           |  |
| Krzynówek 40’ França 50’ Berbatov 55’ | Marcatori |  |

| Arbitro: | Frisk |

|  |           |               |
|  | Marcatori | 29’ Gavrančić |

| Arbitro: | Ivanov |

|                                                  |           |                         |
| Raúl 39’, 72’ Figo 53’ (rig.) Roberto Carlos 79’ | Marcatori | 3’ De Rossi 21’ Cassano |

| Arbitro: | Milton Nielsen |

|                                 |           |                         |
| Rincón 30’, 69’ Cernat 74’, 90’ | Marcatori | 58’ Voronin 68’ Nowotny |

| Arbitro: | Veissière |

|          |           |  |
| Owen 35’ | Marcatori |  |

| Arbitro: | Poulat |

|                                             |           |                     |
| Roque Júnior 48’ Krzynówek 59’ França 90+4’ | Marcatori | 26’ (aut.) Berbatov |

| Arbitro: | Vassaras |

|                             |           |                          |
| Yussuf 13’ Verpakovskis 23’ | Marcatori | 38’ Raúl 44’ (rig.) Figo |

| Arbitro: | Batista |

|                |           |              |
| Montella 90+3’ | Marcatori | 82’ Berbatov |

| Arbitro: | Riley |

|                                |           |  |
| Dellas 73’ (aut.) Shatskix 82’ | Marcatori |  |

| Arbitro: | Hamer |

|          |           |              |
| Raúl 70’ | Marcatori | 36’ Berbatov |

| Arbitro: | Temmink |

|  |           |                                 |
|  | Marcatori | 9’ Ronaldo 60’ (rig.), 82’ Figo |

| Arbitro: | Collina |

|                                |           |  |
| Juan 51’ Voronin 77’ Babić 86’ | Marcatori |  |

## Gruppo C
| Squadra          | P.ti | G | V | P | S | RF | RS | DR |
| ---------------- | ---- | - | - | - | - | -- | -- | -- |
| Juventus         | 16   | 6 | 5 | 1 | 0 | 6  | 1  | +5 |
| Bayern Monaco    | 10   | 6 | 3 | 1 | 2 | 12 | 5  | +7 |
| Ajax             | 4    | 6 | 1 | 1 | 4 | 6  | 10 | -4 |
| Maccabi Tel Aviv | 4    | 6 | 1 | 1 | 4 | 4  | 12 | -8 |

| Arbitro: | Meier |

|  |           |            |
|  | Marcatori | 42’ Nedvěd |

| Arbitro: | Bennett |

|  |           |                   |
|  | Marcatori | 64’ (rig.) Makaay |

| Arbitro: | Sars |

|                                            |           |  |
| Makaay 28’, 44’, 51’ (rig.) Zé Roberto 55’ | Marcatori |  |

| Arbitro: | Hamer |

|                |           |  |
| Camoranesi 37’ | Marcatori |  |

| Arbitro: | Mejuto González |

|            |           |  |
| Nedvěd 75’ | Marcatori |  |

| Arbitro: | Iturralde González |

|                                           |           |  |
| Sonck 4’ N. de Jong 21’ Van der Vaart 33’ | Marcatori |  |

| Arbitro: | Hrinak |

|               |           |               |
| Dego 49’, 57’ | Marcatori | 88’ De Ridder |

| Arbitro: | Poll |

|  |           |               |
|  | Marcatori | 90’ Del Piero |

| Arbitro: | Plautz |

|              |           |  |
| Zalayeta 15’ | Marcatori |  |

| Arbitro: | Medina Cantalejo |

|                                                         |           |                 |
| Pizarro 12’ Salihamidžić 37’ Frings 44’ Makaay 71’, 80’ | Marcatori | 56’ (rig.) Dego |

| Arbitro: | Batista |

|                       |           |                       |
| Galásek 38’ Mitea 64’ | Marcatori | 9’ Makaay 78’ Ballack |

| Arbitro: | Sars |

|                 |           |               |
| Dego 29’ (rig.) | Marcatori | 71’ Del Piero |

## Gruppo D
| Squadra         | P.ti | G | V | P | S | RF | RS | DR  |
| --------------- | ---- | - | - | - | - | -- | -- | --- |
| Olympique Lione | 13   | 6 | 4 | 1 | 1 | 17 | 8  | +9  |
| Manchester Utd  | 11   | 6 | 3 | 2 | 1 | 14 | 9  | +5  |
| Fenerbahçe      | 9    | 6 | 3 | 0 | 3 | 10 | 13 | -3  |
| Sparta Praga    | 1    | 6 | 0 | 1 | 5 | 2  | 13 | -11 |

| Arbitro: | Batista |

|                   |           |  |
| Van Hooijdonk 16’ | Marcatori |  |

| Arbitro: | Stark |

|                   |           |                         |
| Cris 35’ Frau 45’ | Marcatori | 56’, 61’ Van Nistelrooy |

| Arbitro: | De Bleeckere |

|                                                              |           |                      |
| Giggs 7’ Rooney 17’, 28’, 54’ Van Nistelrooy 78’ Bellion 81’ | Marcatori | 46’ Nobre 59’ Tuncay |

| Arbitro: | Ibáñez |

|        |           |                        |
| Jun 7’ | Marcatori | 25’ Essien 58’ Wiltord |

| Praga 19 ottobre 2004, ore 20:45 CEST 3ª giornata | Sparta Praga | 0 – 0 | Manchester Utd | Generali Arena (20 654 spett.)\| Arbitro: \| De Santis \| |
| Arbitro:                                          | De Santis    |       |                |                                                           |

| Arbitro: | Baskakov |

|           |           |                               |
| Nobre 68’ | Marcatori | 55’ Juninho 66’ Cris 87’ Frau |

| Arbitro: | Hamer |

|                                            |           |             |
| Van Nistelrooy 14’, 25’ (rig.), 60’, 90+1’ | Marcatori | 53’ Zelenka |

| Arbitro: | Farina |

|                                            |           |                       |
| Essien 22’ Malouda 53’ Nilmar 90+4’, 90+6’ | Marcatori | 14’ Selçuk 73’ Tuncay |

| Arbitro: | Stark |

|  |           |                  |
|  | Marcatori | 20’ (aut.) Kováč |

| Arbitro: | Milton Nielsen |

|                                   |           |            |
| G. Neville 19’ Van Nistelrooy 53’ | Marcatori | 40’ Diarra |

| Arbitro: | Ibáñez |

|                        |           |  |
| Tuncay 47’, 62’, 90+1’ | Marcatori |  |

| Arbitro: | Plautz |

|                                                         |           |  |
| Essien 7’ Nilmar 19’, 51’ Idangar 83’ Bergougnoux 90+1’ | Marcatori |  |

## Gruppo E
| Squadra       | P.ti | G | V | P | S | RF | RS | DR |
| ------------- | ---- | - | - | - | - | -- | -- | -- |
| Arsenal       | 10   | 6 | 2 | 4 | 0 | 11 | 6  | +5 |
| PSV           | 10   | 6 | 3 | 1 | 2 | 6  | 7  | -1 |
| Panathīnaïkos | 9    | 6 | 2 | 3 | 1 | 11 | 8  | +3 |
| Rosenborg     | 2    | 6 | 0 | 2 | 4 | 6  | 13 | -7 |

| Arbitro: | Allaerts (BEL) |

|                      |           |             |
| E. González 43’, 79’ | Marcatori | 90’ Johnsen |

| Arbitro: | Messina |

|                 |           |  |
| Alex 41’ (aut.) | Marcatori |  |

| Arbitro: | Plautz |

|                            |           |  |
| Vennegoor of Hesselink 80’ | Marcatori |  |

| Arbitro: | Meyer |

|            |           |              |
| Strand 52’ | Marcatori | 6’ Ljungberg |

| Arbitro: | Sars |

|              |           |                           |
| Storflor 42’ | Marcatori | 26’ Farfán 86’ J. de Jong |

| Arbitro: | Ivanov |

|                               |           |                         |
| E. González 65’ Olisadebe 82’ | Marcatori | 18’ Ljungberg 74’ Henry |

| Arbitro: | Medina Cantalejo |

|                  |           |                  |
| Henry 16’ (rig.) | Marcatori | 75’ (aut.) Cygan |

| Arbitro: | Ibáñez |

|             |           |  |
| Beasley 10’ | Marcatori |  |

| Arbitro: | De Santis |

|                  |           |                             |
| Helstad 68’, 76’ | Marcatori | 16’ Konstantinou 71’ Skácel |

| Arbitro: | Fandel |

|           |           |           |
| Ooijer 8’ | Marcatori | 31’ Henry |

| Arbitro: | Fröjdfeldt |

|                                                       |           |             |
| Papadopoulos 30’ Münch 45’ (rig.), 57’ Sânmărtean 81’ | Marcatori | 37’ Beasley |

| Arbitro: | Farina |

|                                                                 |           |            |
| Reyes 3’ Henry 24’ Fàbregas 29’ Pirés 41’ (rig.) Van Persie 84’ | Marcatori | 38’ Hoftun |

## Gruppo F
| Squadra    | P.ti | G | V | P | S | RF | RS | DR |
| ---------- | ---- | - | - | - | - | -- | -- | -- |
| Milan      | 13   | 6 | 4 | 1 | 1 | 10 | 3  | +7 |
| Barcellona | 10   | 6 | 3 | 1 | 2 | 9  | 6  | +3 |
| Šachtar    | 6    | 6 | 2 | 0 | 4 | 5  | 9  | -4 |
| Celtic     | 5    | 6 | 1 | 2 | 3 | 4  | 10 | -6 |

| Arbitro: | Fandel |

|  |           |             |
|  | Marcatori | 84’ Seedorf |

| Arbitro: | Markus Merk |

|            |           |                                |
| Sutton 59’ | Marcatori | 20’ Deco 78’ Giuly 82’ Larsson |

| Arbitro: | Terje Hauge |

|                                          |           |  |
| Deco 15’ Ronaldinho 64’ (rig.) Eto'o 89’ | Marcatori |  |

| Arbitro: | Veissière |

|                                     |           |           |
| Ševčenko 8’ Inzaghi 89’ Pirlo 90+1’ | Marcatori | 74’ Varga |

| Arbitro: | Poll |

|              |           |  |
| Ševčenko 31’ | Marcatori |  |

| Arbitro: | Temmink |

|                                |           |  |
| Matuzalém 57’, 62’ Brandão 78’ | Marcatori |  |

| Arbitro: | Meier |

|                          |           |              |
| Eto'o 37’ Ronaldinho 89’ | Marcatori | 17’ Ševčenko |

| Arbitro: | Poulat |

|              |           |  |
| Thompson 25’ | Marcatori |  |

| Arbitro: | De Bleeckere |

|                                 |           |  |
| Kaká 52’, 90+2’ Crespo 53’, 85’ | Marcatori |  |

| Arbitro: | Micheľ |

|           |           |             |
| Eto'o 24’ | Marcatori | 45’ Hartson |

| Arbitro: | Bo Larsen |

|                   |           |  |
| Aghahowa 14’, 22’ | Marcatori |  |

| Glasgow 7 dicembre 2004, ore 20:45 CET 6ª giornata | Celtic   | 0 – 0 referto | Milan | Celtic Park (60 000 spett.)\| Arbitro: \| Vassaras \| |
| Arbitro:                                           | Vassaras |               |       |                                                       |

## Gruppo G
| Squadra      | P.ti | G | V | P | S | RF | RS | DR  |
| ------------ | ---- | - | - | - | - | -- | -- | --- |
| Inter        | 14   | 6 | 4 | 2 | 0 | 14 | 3  | +11 |
| Werder Brema | 13   | 6 | 4 | 1 | 1 | 12 | 6  | +6  |
| Valencia     | 7    | 6 | 2 | 1 | 3 | 6  | 10 | -4  |
| Anderlecht   | 0    | 6 | 0 | 0 | 6 | 4  | 17 | -13 |

| Arbitro: | Micheľ |

|                         |           |  |
| Adriano 34’ (rig.), 89’ | Marcatori |  |

| Arbitro: | Layec |

|                        |           |  |
| Vicente 16’ Baraja 45’ | Marcatori |  |

| Arbitro: | Vassaras |

|                |           |                                      |
| Baseggio 90+4’ | Marcatori | 9’ Martins 51’ Adriano 55’ Stanković |

| Arbitro: | Riley |

|                          |           |            |
| Klose 60’ Charisteas 84’ | Marcatori | 2’ Vicente |

| Arbitro: | Meier |

|           |           |                                                                  |
| Aimar 73’ | Marcatori | 47’ Stanković 49’ Vieri 76’ van der Meyde 81’ Adriano 90+1’ Cruz |

| Arbitro: | Bo Larsen |

|                 |           |                  |
| Wilhelmsson 26’ | Marcatori | 36’, 59’ Klasnić |

| Milano 2 novembre 2004, ore 20:45 CET 4ª giornata | Inter  | 0 – 0 referto | Valencia | Stadio Giuseppe Meazza (35 000 spett.)\| Arbitro: \| Ivanov \| |
| Arbitro:                                          | Ivanov |               |          |                                                                |

| Arbitro: | Busacca |

|                                           |           |                |
| Klasnić 2’, 16’, 79’ Klose 33’ Jensen 90’ | Marcatori | 30’ Iachtchouk |

| Arbitro: | Veissière |

|                   |           |             |
| Ismaël 49’ (rig.) | Marcatori | 55’ Martins |

| Arbitro: | Øvrebø |

|                 |           |                         |
| Wilhelmsson 24’ | Marcatori | 19’ Corradi 48’ Di Vaio |

| Arbitro: | Riley |

|                           |           |  |
| Cruz 33’ Martins 60’, 63’ | Marcatori |  |

| Arbitro: | Frisk |

|  |           |                   |
|  | Marcatori | 83’, 90+2’ Valdez |

## Gruppo H
| Squadra             | P.ti | G | V | P | S | RF | RS | DR |
| ------------------- | ---- | - | - | - | - | -- | -- | -- |
| Chelsea             | 13   | 6 | 4 | 1 | 1 | 10 | 3  | +7 |
| Porto               | 8    | 6 | 2 | 2 | 2 | 4  | 6  | -2 |
| CSKA Mosca          | 7    | 6 | 2 | 1 | 3 | 5  | 5  | 0  |
| Paris Saint-Germain | 5    | 6 | 1 | 2 | 3 | 3  | 8  | -5 |

| Arbitro: | Mejuto González |

|  |           |                             |
|  | Marcatori | 29’ Terry 45+1’, 76’ Drogba |

| Porto 14 settembre 2004, ore 20:45 CEST 1ª giornata | Porto          | 0 – 0 referto | CSKA Mosca | Estádio do Dragão (39 309 spett.)\| Arbitro: \| Milton Nielsen \| |
| Arbitro:                                            | Milton Nielsen |               |            |                                                                   |

| Arbitro: | Busacca |

|                                  |           |  |
| Semak 64’ Vágner Love 77’ (rig.) | Marcatori |  |

| Arbitro: | Fandel |

|                                 |           |              |
| Smertin 7’ Drogba 50’ Terry 70’ | Marcatori | 68’ McCarthy |

| Arbitro: | Micheľ |

|                           |           |  |
| Terry 9’ Guðjohnsen 45+1’ | Marcatori |  |

| Arbitro: | Collina |

|                         |           |  |
| Coridon 30’ Pauleta 31’ | Marcatori |  |

| Arbitro: | De Santis |

|  |           |            |
|  | Marcatori | 24’ Robben |

| Porto 2 novembre 2005, ore 20:45 CET 4ª giornata | Porto  | 0 – 0 | Paris Saint-Germain | Estádio do Dragão (30 210 spett.)\| Arbitro: \| Dougal \| |
| Arbitro:                                         | Dougal |       |                     |                                                           |

| Arbitro: | Mejuto González |

|  |           |              |
|  | Marcatori | 28’ McCarthy |

| Londra 24 novembre 2004, ore 20:45 CET 5ª giornata | Chelsea | 0 – 0 referto | Paris Saint-Germain | Stamford Bridge (39 626 spett.)\| Arbitro: \| Temmink \| |
| Arbitro:                                           | Temmink |               |                     |                                                          |

| Arbitro: | Merk |

|              |           |                     |
| Pancrate 37’ | Marcatori | 28’, 64’, 70’ Semak |

| Arbitro: | Busacca |

|                        |           |          |
| Diego 61’ McCarthy 86’ | Marcatori | 34’ Duff |